# Epicauta politicollis
Epicauta politicollis es una especie de coleóptero de la familia Meloidae.

## Distribución geográfica
Habita en los territorios que antes se llamaban Shoá en  África.